# Grecia en los Juegos Olímpicos de Estocolmo 1912
Grecia estuvo representada en los Juegos Olímpicos de Estocolmo 1912 por un total de 22 deportistas que compitieron en 5 deportes.  
El portador de la bandera en la ceremonia de apertura fue el atleta Konstantinos Tsiklitiras.

## Medallistas
El equipo olímpico griego obtuvo las siguientes medallas:
| Nombre                   | Deporte   | Competición         |
| ------------------------ | --------- | ------------------- |
| Oro                      |           |                     |
| Konstantinos Tsiklitiras | Atletismo | Salto de longitud M |
| Plata                    |           |                     |
| —                        |           |                     |
| Bronce                   |           |                     |
| Konstantinos Tsiklitiras | Atletismo | Salto de altura M   |